# Mirowia
Mirowia – hipotetyczny wszechocean światowy z okresu mezoproterozoiku (ok. 1,2 miliarda lat temu) i neoproterozoiku (1,1 mld.), otaczający superkontynent Rodinię. Mirowia utożsamiana bywa także z pojawiającym się w innych hipotezach Oceanem Panafrykańskim.
Obie nazwy, Mirowia i Rodinia, utworzono z wyrazów w języku rosyjskim: "Mirowia" pochodzi od мировой ("światowy"), a "Rodinia" od родина ("ojczyzna", "kraj rodzinny").